# Bieliny (powiat konecki)
Bieliny – osada leśna w Polsce położona w województwie świętokrzyskim, w powiecie koneckim, w gminie Stąporków.
W latach 1975–1998 miejscowość należała administracyjnie do województwa kieleckiego.